# Långtjärnen (Arjeplogs socken, Lappland, 731865-160724)
Långtjärnen är en sjö i Arjeplogs kommun i Lappland och ingår i Skellefteälvens huvudavrinningsområde. Sjön har en area på 0,0837 kvadratkilometer och ligger 544,6 meter över havet.

## Delavrinningsområde
Långtjärnen ingår i det delavrinningsområde (731724-160670) som SMHI kallar för Mynnar i Fräkentjärnarna. Medelhöjden är 507 meter över havet och ytan är 3,23 kvadratkilometer. Det finns inga avrinningsområden uppströms utan avrinningsområdet är högsta punkten. Vattendraget som avvattnar avrinningsområdet har biflödesordning 4, vilket innebär att vattnet flödar genom totalt 4 vattendrag innan det når havet efter 266 kilometer. Avrinningsområdet består mestadels av skog (91 procent). Avrinningsområdet har 0,08 kvadratkilometer vattenytor vilket ger det en sjöprocent på 2,6 procent.